# Daniel Van Ryckeghem
Daniel Van Ryckeghem (Meulebeke, 29 mei 1945 – aldaar, 26 mei 2008) is een voormalig Belgisch wielrenner die beroepsrenner was tussen 1966 en 1973. Hij maakte zelf een eind aan zijn leven.

## Belangrijkste overwinningen
1966
- GP Briek Schotte
- 3e etappe Tour du Nord

1967
- Brussel-Ingooigem
- Kuurne-Brussel-Kuurne
- Dwars door Vlaanderen/Dwars door België
- 1e etappe Ronde van Zwitserland
- 2e etappe Ronde van Catalonië
- 5e etappe Ronde van Catalonië
- 8e etappe Ronde van Catalonië
- Rund um den Henninger-Turm

1968
- 1e etappe Vierdaagse van Duinkerken
- 8e etappe Ronde van Frankrijk
- 11e etappe Ronde van Frankrijk
- 3e etappe deel a Ronde van Zwitserland
- 9e etappe deel a Ronde van Zwitserland

1969
- 5e etappe Tour du Nord
- Leeuwse Pijl

1970
- Dwars door Vlaanderen
- E3-Prijs
- Nationale Sluitingsprijs
- 1e etappe Dauphiné Libéré

1971
- GP d'Isbergues

## Resultaten in voornaamste wedstrijden
| Jaar | Ronde van Italië | Ronde van Frankrijk | Ronde van Spanje |
| ---- | ---------------- | ------------------- | ---------------- |
| 1967 |                  |                     |                  |
| 1968 |                  | 46e (2)             |                  |
| 1969 |                  |                     |                  |
| 1970 |                  | 67e                 |                  |
| 1971 |                  |                     |                  |
| 1972 |                  | opgave              |                  |

| Jaar | Milaan-San Remo | Gent-Wevelgem | Ronde van Vlaanderen | Parijs-Roubaix | Amstel Gold Race | Luik-Bast.‑Luik | Ronde van Lombardije | Dwars door Vlaanderen | Parijs-Tours | Waalse Pijl |  | WK op de weg |
| ---- | --------------- | ------------- | -------------------- | -------------- | ---------------- | --------------- | -------------------- | --------------------- | ------------ | ----------- |  | ------------ |
| 1967 | 37e             | 23e           | 52e                  | 50e            |                  |                 |                      | ↑                     | 41e          |             |  | 7e           |
| 1968 | 14e             | 15e           | 5e                   |                | ↑                | 25e             | 11e                  |                       | 5e           |             |  |              |
| 1969 | 10e             | 8e            |                      |                |                  |                 | 20e                  |                       | 23e          |             |  |              |
| 1970 | 11e             |               | 9e                   |                |                  | 14e             |                      | Goud                  |              | 5e          |  |              |
| 1971 |                 | 5e            | 22e                  | 30e            |                  |                 |                      |                       | 38e          |             |  |              |
| 1972 | 16e             | 17e           | 36e                  |                | 14e              |                 |                      |                       | 16e          |             |  |              |